# Inodrillia gibba
Inodrillia gibba é uma espécie de gastrópode do gênero Inodrillia, pertencente a família Horaiclavidae.